# Echeverioideae
Echeverioideae es una de las seis subfamilias en las que se divide tradicionalmente la familia Crassulaceae.
Se trata de una división discutida, artificial a la luz de investigaciones más recientes. Actualmente, se prefiere la división en tres subfamilias, incorporando la totalidad de Echeverioideae en Sempervivoideae; o bien en tribus, según la cual los géneros de Echeverioideae quedarían en Sedae, subtribu Sedinae.

## Géneros
Todas las especies de esta subfamilia son nativas de México y del Suroeste de Estados Unidos, donde habitan en climas áridos, semiáridos o subalpinos, generalmente en laderas de orientación de semisombra y muchas veces como litófitas. Se trata de plantas suculentas, por lo regular herbáceas, con hojas carnosas dispuestas en roseta basal. La inflorescencia es un cincino con flores de cinco pétalos, dispuestas en forma de espiga o racimo.
- Dudleya Britton & Rose
- Echeveria (Cav.) DC.
- Graptopetalum Rose
- Pachyphytum Link, Klotzsch & Otto
- Thompsonella Britton & Rose

## Galería de imágenes
|                |
| Dudleya rubens |

|                |
| Echeveria laui |

|                            |
| Graptopetalum pachyphyllum |

|                      |
| Pachyphytum oviferum |

|                          |
| Thompsonella minutiflora |